# カルロス・S・カマチョ
カルロス・サブラン・カマチョ(英語: Carlos Sablan Camacho; 1937年2月27日 - ) は、北マリアナ諸島・サイパン島出身の政治家。初代北マリアナ諸島知事。

## 経歴
カマチョはサイパン島で生まれ、フィジー医科大学とハワイ大学マノア校を卒業。1967年にミクロネシア連邦議会議員に選出されるまで医師を務めた。1969年から1977年まで太平洋諸島の公衆衛生の最高責任者を務めた。また、1975年から1977年までサイパン民主党の会長を務めた。1976年には、北マリアナ諸島憲法大会の委員に任命された。

## 政治家として
カマチョは民主党員で、1977年にアメリカ合衆国の自治地域(コモンウェルス)となった北マリアナ諸島の初代知事に選出された。1978年から1982年まで1期務めた後、共和党のペドロ・テノリオが後を継いだ。
1980年、北マリアナ諸島の立法府はロタ島の資本整備に150万ドル以上の連邦予算を計上する予算を可決した。ロタ島の住民であるレオン・タイサカンは、カマチョの拒否権が米国と北マリアナ諸島の間の契約に違反しているとして、カマチョを訴えた。 地方裁判所はカマチョに略式判決を下し、その後、米国第九巡回区控訴裁判所は、タイサカンには拒否権によって特別な損害を受けたわけではないため、訴訟を起こす資格はないとの理由で訴訟を棄却した。